# 和田浩子
和田浩子（わだ・ひろこ）は日本の経営者・マーケター、コンサルタント。
Office WaDa代表、コカ・コーラボトラーズジャパンホールディングス社外取締役、ユニ・チャーム社外取締役、島津製作所社外取締役。株式会社ウォーターデザイン顧問。
日本人初の米プロクター・アンド・ギャンブル社（本社）のヴァイス・プレジデント。グローバルレベルで経営に携わった日本人女性として今なお稀有な存在として知られる。

## 経歴
大分県生まれ。大阪外国語大学英語学科（現大阪大学外国語学部）卒業。在学中イギリス留学。
1977年、P&Gサンホーム社入社。女性として初めてのマネジメントキャリアとして、マーケティング部に配属される。新規事業のヘアケア新製品「パンテーン」「ヴィダルサスーン」の立ち上げや「パンパース」の立て直しなどを手がけ、後のP&Gファー・イースト社の業績を伸ばす。1995年、当時のP&Gジャパンの最大プロフィットセンターである紙製品事業部担当のジェネラルマネジャーに昇格。1998年、日本人で初めて米プロクター・アンド・ギャンブル社のヴァイス・プレジデント、コーポレートニューベンチャー・アジア担当になる。P&G在職中は、常に日本人のパイオニアとして、組織や仕組み作りにも尽力した。
2000年、Global Leadership Councilに最初の日本人として入会。2001年ダイソン日本法人の代表取締役社長、2004年日本トイザらス代表取締役社長兼最高業務執行責任者（COO）を経て、2004年10月には、米経済誌「フォーチュン」のアメリカを除く世界で一番パワフルなビジネスウーマン50傑に選ばれる。
2005年 Office WaDa設立。2009年株式会社アデランスホールディングス（現・株式会社アデランス）社外取締役。2016年島津製作所社外取締役、2019年ユニ・チャーム社外取締役、コカ・コーラボトラーズジャパンホールディングス社外取締役。マーケティングやマネジメント分野のコンサルタントとして活動、また社外取締役として経営トップへの提言を行っている。

## 実績

### ウィスパー、パンテーン、ヴィダルサスーンを成功に導くーマーケターとしての活躍
「ウイスパー」をテストマーケットから牽引、日本市場におけるトップブランドに育て上げ、アジアへと市場を拡大。続いて新規事業のヘアケア新製品「パンテーン」をナショナルブランドに導き、この成功はグローバルで認められ、日本で開発した戦略が世界中で導入されることとなった。「ヴィダルサスーン」の立ち上げを手がけた後、P&Gの看板事業部であった紙製品事業部を率い、セールスが落ち込んでいた「パンパース」の立て直しに成功する。

### 本社のヴァイスプレジデントとして経営へ
日本人初となるP&G米本社のヴァイス・プレジデントとしてグローバルで経営に携わる。当時、新たなグローバルブランドの種を探すコーポレートニューベンチャーというプロジェクトが米・日の２拠点で展開され、アジア全体の責任者として日本でのプロジェクトを率いた。

### 人材育成を主導
こうしたP&G Japanにおけるパイオニアとしての活動に加え、多国籍メンバーとの協働の中で、同社の最大の強みである、強いマーケターを偶然ではなく意図して育成し、ブランドを育成し続けるための人材育成制度・組織、マーケティングの仕組み作りを主導した。いわゆる“P&Gマフィア”として注目される数々のマーケターを採用、育成した人物として知られる。

## 主著
『すべては、消費者のために。: P&Gのマーケティングで学んだこと。』（トランスワールドジャパン、2006年）ISBN4925112775
『P&G式 世界が欲しがる人材の育て方』（ダイヤモンド社、2008年）ISBN4478001952
『P&G 一流の経営者を生み続ける理由』（祥伝社、2012年）ISBN4396650507

## メディア掲載

### 雑誌
- 販売革新2004年8月号「注目トップインタビュー」（商業界）
- Think! 2006年秋号「カリスマ・マーケターが伝授する商品コンセプトのつくり方」（東洋経済新報社）
- SC Japan today2007年3月号「特別講演 すべては消費者のために」（日本ショッピングセンター協会）
- Harvard business review2008年6月号「企業の女性活用に求められる本質的な視点」（ダイヤモンド社）
- PRESIDENT2009年2/2号「高収益社員になるための「事例学習」入門」（プレジデント社）
- ビヨンドDX 未来を変える経営 2020/12/17 (Forbes JAPAN SPECIAL ISSUE)（リンクタイズ）

### WEBメディア
- 「富樫佳織の感客道ー和田浩子さん」（歌舞伎美人、2009/01/01）
- 「高収益社員になるための「事例学習」入門」（プレジデントオンライン、2009/05/18）
- 「マーケティングとは「ビヘイビア」を変えること」（TECHWAVE、2017/08/01）
- 「“P&Gマーケティング帝国”生みの親、和田浩子氏が語る「ブランドになる」こと」（ビジネス+IT、2017/08/17）
- 「“伝説のマーケター”和田 浩子氏が教える「ブランドを維持・育成する人」の育て方」（ビジネス+IT、2017/12/15）
- 「人が育つ仕組みがあればブランドは継続する 和田浩子氏が語る人材育成の真髄」（MarkeZine、2017/12/26）
- 「マーケの肝は「一次情報・ユーザー理解」…ＵＴマーケッターイベント」（通販通信、2018/12/21）
- 「P&Gマフィアの“総帥”、和田浩子氏が語る「マーケ人材の育て方」」（日経クロストレンド、2020/9/10）